# Universal City
Universal City est une localité non incorporée du comté de Los Angeles située dans la vallée de San Fernando, en Californie. Le territoire est la propriété du studio cinématographique Universal Pictures et est occupé par les installations de l'entreprise. La localité est entourée par la ville de Los Angeles à l'exception d'un petit secteur au nord-est qui est bordé par la ville de Burbank. 
Sur le territoire d'Universal City, se trouvent le parc à thème Universal Studios Hollywood, la zone de loisirs et de commerces Universal CityWalk, la salle de spectacles Gibson Amphitheatre et les studios de tournage de la compagnie. Les studios de cinéma y sont initialement fondés par Carl Laemmle en 1915.